# Папики (заповідне урочище)
Па́пики — заповідне урочище (лісове) в Україні. Розташоване в межах Ківерцівського району Волинської області, на північ від села Дерно.
Площа 606 га. Статус надано згідно з розпорядженням облдержадміністрації від 26.05.1992 року № 132. Перебуває у віданні ДП «Цуманське ЛГ» (Мощаницьке л-во, кв. 27-36).
Статус надано для збереження цінного лісового масиву з дубово-сосновими насадженнями. Переважають дубові насадження I—II бонітету, віком до 130 років. У підліску ліщина, крушина, бузина. Зростає багато видів лікарських рослин, зокрема підсніжник білосніжний, занесений до Червоної книги України, а також регіонально рідкісна рослина — сон широколистий.
Багатий тваринний світ. Водиться бл. 70 видів птахів. Трапляються козулі, інколи заходять зубри.

## Галерея

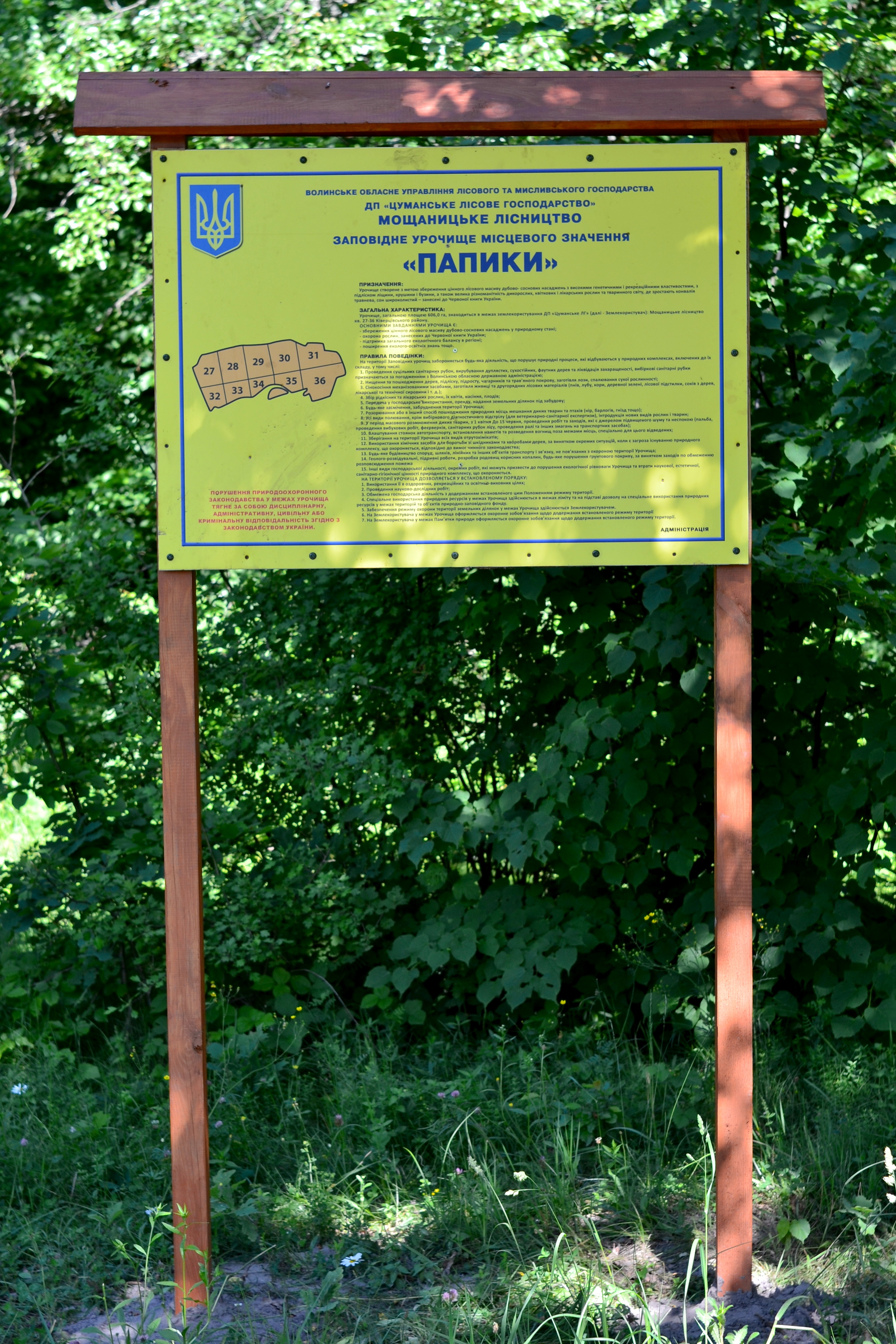
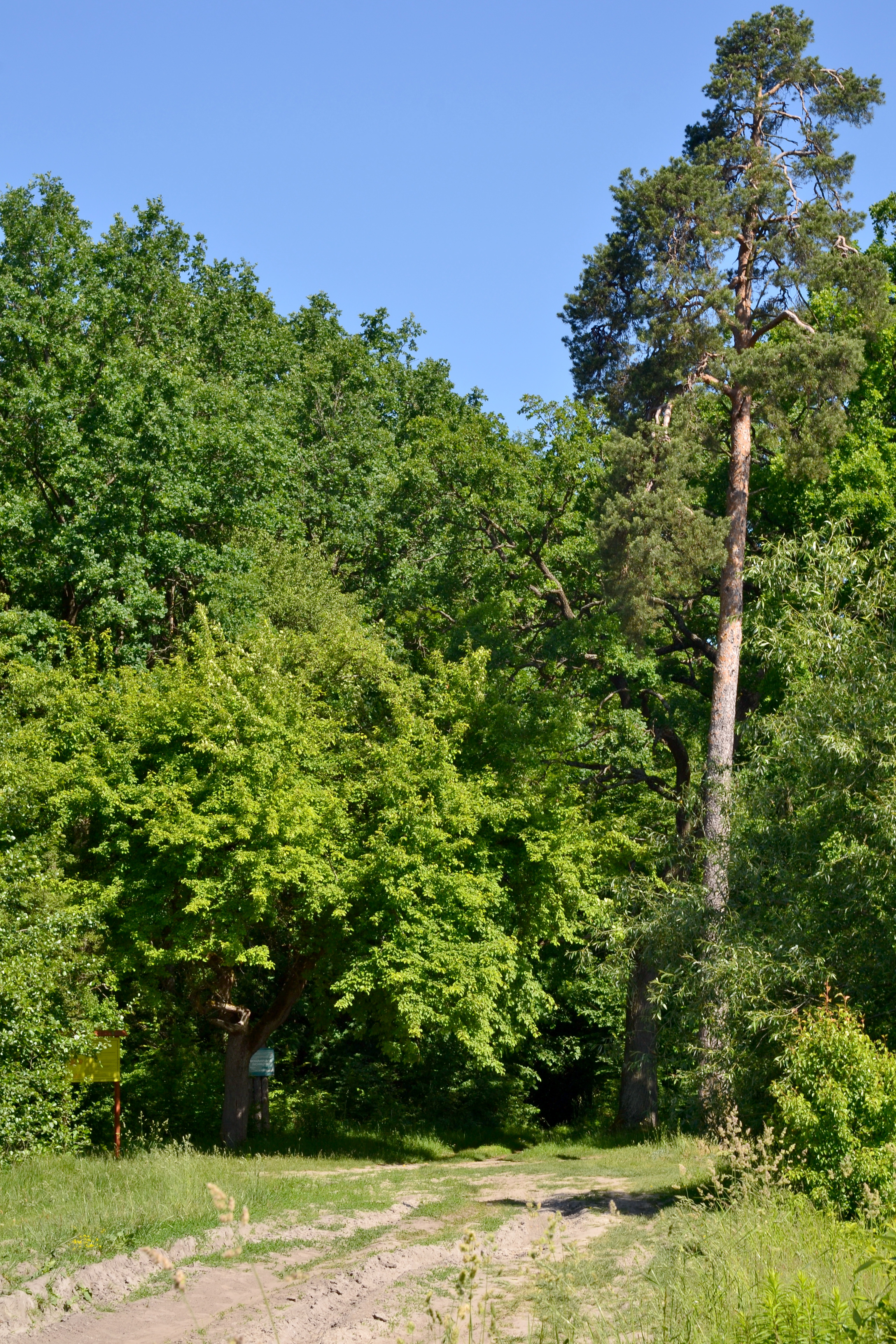
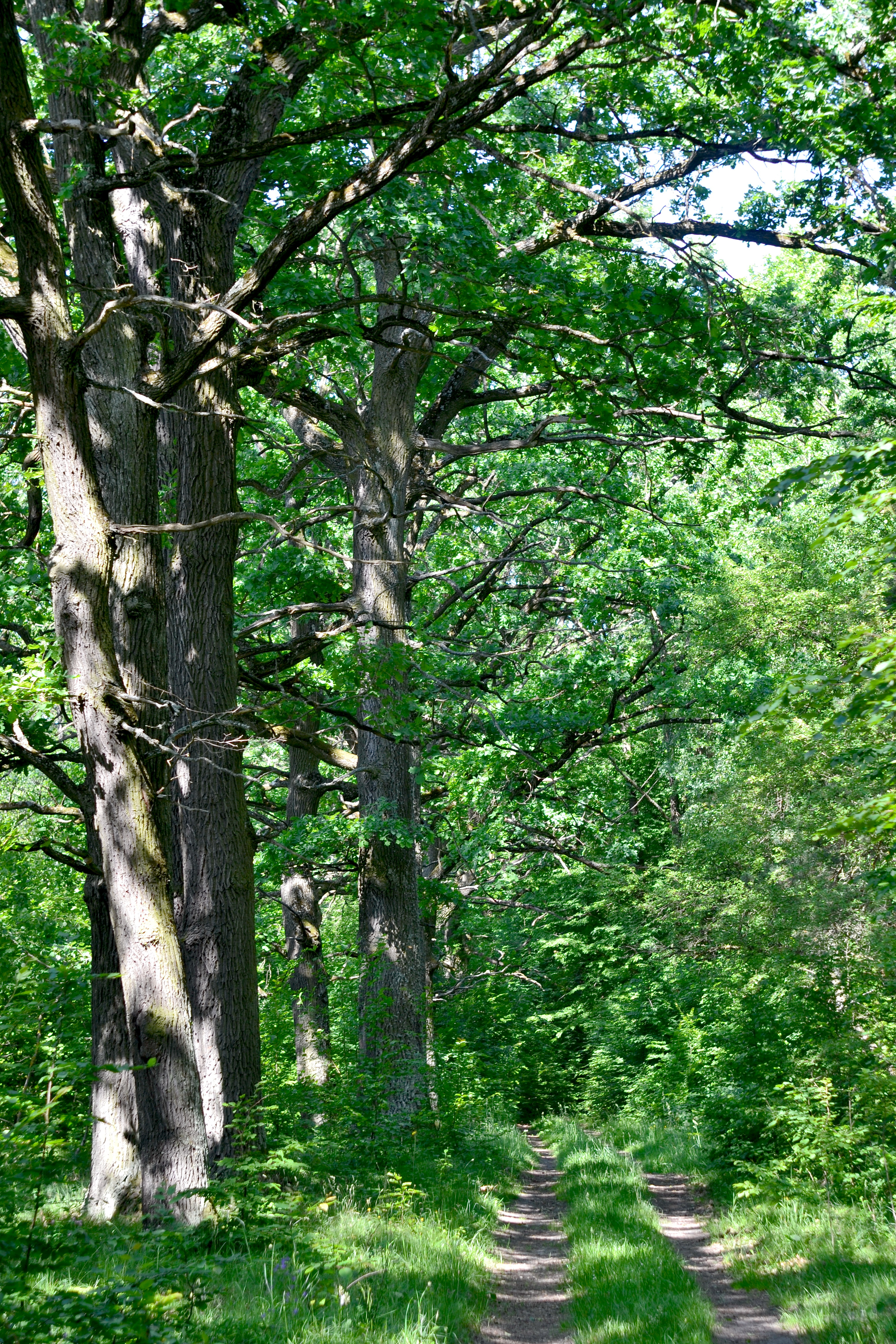
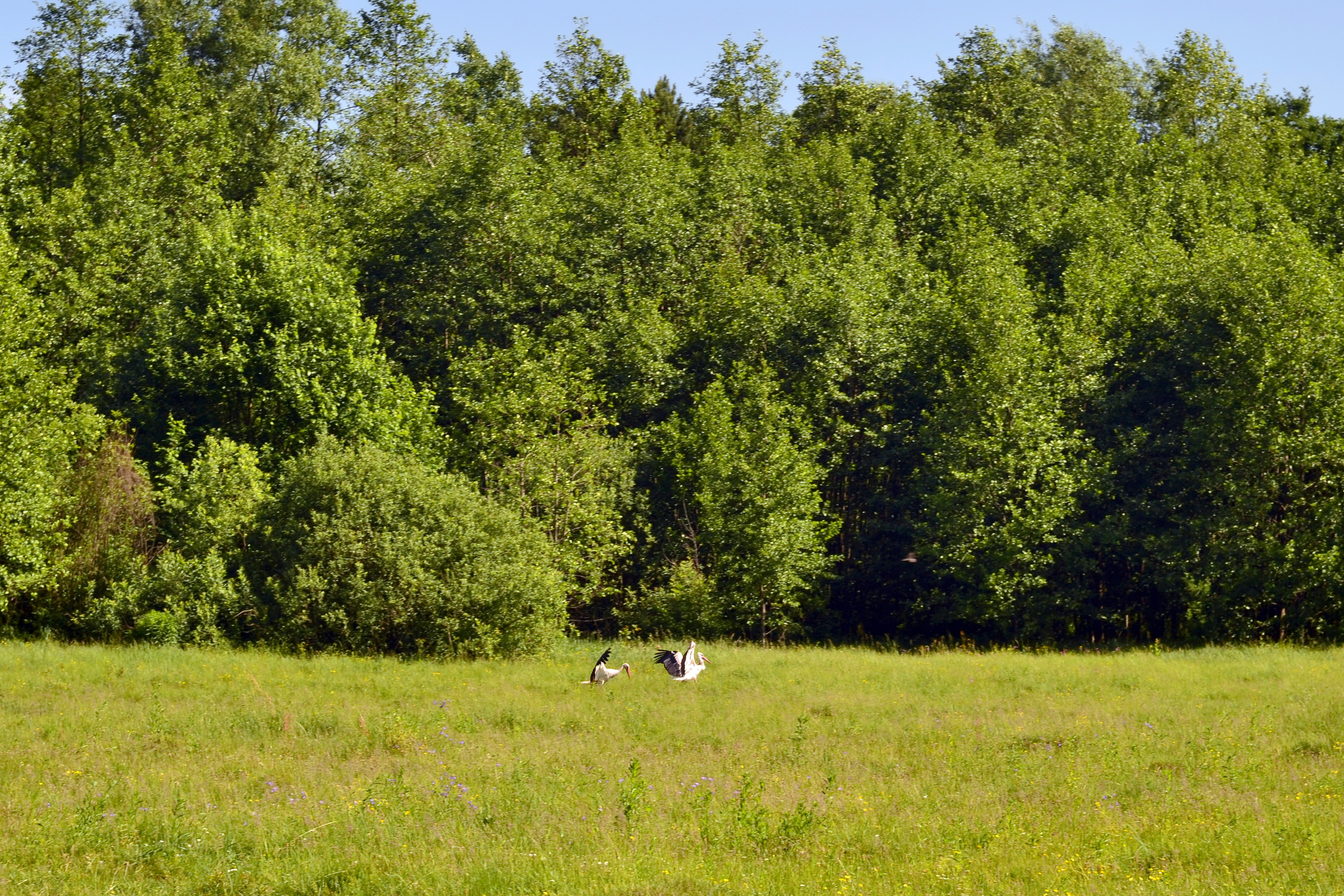